# Traktat z Roskilde

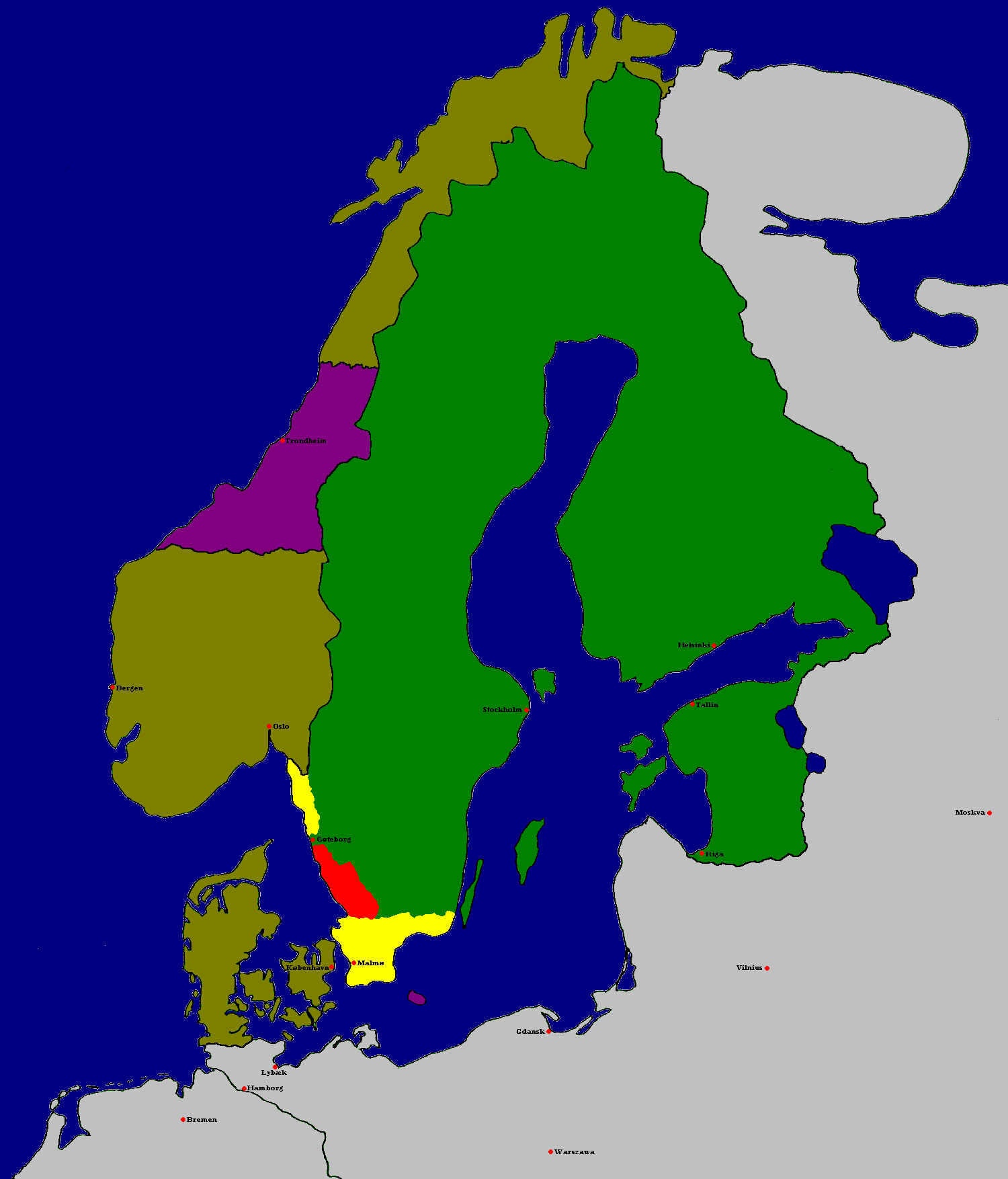
Dania i Norwegia w 1658 r. Na czerwono Halland zajmowany przez Szwecję przez 30 lat na podstawie pokoju w Bromsebro i oddany jej na stałe przez Danię w Roskilde. Na żółto Skania i Bohuslän oddana Szwecji, na fioletowo Trondheim i Bornholm, które zostały oddane Szwecji w 1658, ale zbuntowały się i wróciły pod panowanie duńskie w 1660 roku.

Pokój w Roskilde – zawarty 26 lutego?/8 marca 1658 w Roskilde na terenie duńskiej wyspy Zelandii przez królów: duńskiego Fryderyka III ze szwedzkim Karolem X Gustawem. W istocie był to akt duńskiej kapitulacji w II wojnie północnej. Oddawał on Skanię, Bornholm, Trondheim i wyspę Ven Szwecji oraz zatwierdzał szwedzkie władanie nad Hallandem. Dania zobowiązała się nie przepuszczać przez Cieśniny Duńskie na Morze Bałtyckie żadnych wrogich Szwecji okrętów i miała trwać w przymierzu ze Sztokholmem. Król Szwecji ufny w swą potęgę oraz myślący o odnowieniu unii kalmarskiej – zjednoczeniu Skandynawii, zerwał traktat doprowadzając następnie do pokoju w Kopenhadze.

## Warunki traktatu
- Oddanie Szwecji kilku duńskich prowincji:
  - Skania (Skåne),
  - Blekinge,
  - wyspy Bornholm,
  - Halland, który od pokoju Brömsebro był okupowany przez Szwecję przez okres 30 lat
  - Bohuslän (Båhuslen), co zabezpieczało Szwecji nieograniczony dostęp do zachodnich rynków.
- Wyrzeczenie się przez Danię wszystkich sojuszy antyszwedzkich.
- Dania zobowiązała się blokować wrogie Szwecji okręty przechodzące przez cieśniny na Bałtyk.
- Przywrócenie księciu Holstein-Gottorp jego posiadłości.
- Dania musiała zapłacić Szwecji za koszty okupacji.
- Dania przekazała swoje oddziały wojskowe na potrzeby króla Szwecji Karola X.